# Amblyceps mucronatum
Amblyceps mucronatum är en fiskart som beskrevs av Ng och Maurice Kottelat 2000. Amblyceps mucronatum ingår i släktet Amblyceps och familjen Amblycipitidae. Inga underarter finns listade i Catalogue of Life.